# Болерс (Калифорнија)
Болерс (енгл. Bowles) насељено је место без административног статуса у америчкој савезној држави Калифорнија.

## Демографија
По попису из 2010. године број становника је 166, што је 16 (-8,8%) становника мање него 2000. године.
| Група             | 2000.      | 2010.      |
| Белци             | 95 (52,2%) | 80 (48,2%) |
| Афроамериканци    | 1 (0,5%)   | 6 (3,6%)   |
| Азијати           | 7 (3,8%)   | 1 (0,6%)   |
| Хиспаноамериканци | 78 (42,9%) | 71 (42,8%) |
| Укупно            | 182        | 166        |